# Extrativismo
Extrativismo significa resumidamente todas as atividades de coleta de produtos naturais, sejam estes produtos de origem animal, vegetal ou mineral. É a mais antiga atividade humana, antecedendo a agricultura, a pecuária e a indústria. Praticada por todas as sociedades.
Até o início do século XIX o conceito de extrativismo baseava-se nas ideias dos Naturalistas, nas grandes descobertas científicas, nas grandes viagens, enfim, na "mãe natureza" e na riqueza nela contida, pensamento que foi reforçado pela Revolução Industrial e criticado por Karl Marx, que entendia que nas sociedades capitalistas os recursos naturais se tornavam produtos e passaram a ser chamados de matérias-primas, tidas como inesgotáveis e seu consumo controlável pelo homem.
Já no século XX com o avanço das tecnologias e do crescimento populacional, o homem começou a perceber que esta matéria-prima oriunda dos recursos naturais eram esgotáveis. Desta maneira surgiram novas ideias com relação a sustentabilidade dos ecossistemas, as quais foram colocadas em prática através dos chamados projetos de desenvolvimento sustentável.

## Extrativismo predatório
Extrativismo predatório é a retirada indiscriminada de recursos da natureza, podendo ser recursos minerais, animais ou vegetais.Em geral tiram-se as riquezas do local sem se preocupar se elas se reconstituirão, e em determinado momento esta riqueza deixa de existir. Este extrativismo provoca desequilíbrio no ecossistema e impactos por vezes irreversíveis, como o assoreamento de rios e lagos, deterioração do ambiente, destruição das margens dos rios, contaminação da fauna, destruição da cobertura vegetal etc. No caso do extrativismo mineral, como o garimpo, contamina as águas com aplicação de mercúrio e outros detritos.Os danos gerados nas áreas onde são desenvolvidas a mineração ou garimpagem são irreversíveis.

## O extrativismo praticado pelos nativos das Américas
Quando consideramos a imensa área geográfica das Américas e as inúmeras tribos que nelas habitavam, deduzimos que era de alguns milhares a quantidade das plantas utilizadas como alimento,
bebida, medicamento, alucinógeno, fibra, corante, vasilhame, fertilizante, combustível, veneno, incenso, lubrificante, joia, instrumento musical, arma, conservante, ferramenta, brinquedo, impermeabilizante e outros. Igualmente, a fauna ricamente diversificada oferecia ampla fartura de alimentos, bem como de matérias primas para vestimentas, armas e utensílios.
Quando se procura dados sobre a Etnobotânica dos povos indígenas das Américas, ou seja, as suas interações com as plantas e o emprego dos vegetais em suas vidas, bem como da Etnozoologia, que compreende o papel dos animais na vida e folclore dos mesmos povos, verifica-se que há relativamente poucas informações sobre os povos da América do Sul e América Central se comparadas com as da América do Norte. A esmagadora diversidade botânica e animal do sul e centro das Américas quando confrontada com a do norte parece contradizer estes dados. Em outras palavras, era de se esperar que os povos do sul e do centro fizessem uso de maior variedade de plantas e animais do que os do norte. É provável que seja este o caso e se há menos informações sobre a Etnobotânica e a Etnozoologia relativa aos povos do sul e centro é porque mais pesquisadores do norte se dedicaram e se dedicam a estes estudos relacionados a tribos norte-americanas.
As dez plantas mais usadas como alimento pelos índios norte-americanos eram: common chockcherry (Prunus virginiana), banana yucca (Yucca baccata), corn (milho) (Zea mays), saskatoon serviceberry (Amelanchier alnifolia), honey mesquite (Prosopis glandulosa), American red raspberry(Rubus idaeus), saguaro (cacto saguaro) (Carnegia gigantea), salmonberry (Rubus spectabilis), timbleberry (Rubus parviflorus) e broadleaf cattail (Typha latifólia). Para os indígenas da Califórnia tinha especial importância o acorn (bolota), fruto do carvalho (Quercus spp.).
Na América do Sul e América Central as plantas mais usadas como alimento pelos índios eram:milho (Zea mays), macaxeira ou mandioca-doce (Manihot utilíssima) mandioca (Manihot esculenta), moriche (Mauritia flexuosa L.), agave ou piteira (Agave spp.), algaroba (Prosopis spp.), castanha-do-pará (Bertholletia excelsa), o caju (Anacardino ocidentalize).
Seguem listas dos produtos naturais que os ameríndios faziam uso. Primeiro vem o nome do produto, seguido pelo nome dos nativos que o utilizam e respectivas regiões por eles habitadas:

### Semente
- Acorn (Quercus spp.), - Nativos  da Califórnia[3]
- Algodão - Miranha do alto rio Solimões[4]
- Amendoim - Caxinauá do Peru e Brasil (Acre e Amazonas).[4]
- Aveia-selvagem (Oats) - Nativo da California.[3]
- Barnyard grass (Echinochloa crusgalli)  Nativos da California.[3]
- Bolota - Fruto do carvalho, cujas sementes eram muito utilizadas pelos nativos da Califórnia.[3]
- Castanha-do-pará - Panará do Mato Grosso;[10] Jihaui do Amazonas;[11][12] Kaixana do Amazonas;[13][14] Rikbaktsa do Mato Grosso;[15] Cinta Larga de Mato Grosso e Rondônia;[16] Crichaná do Amazonas e Roraima e os Mundurucu do alto Tapajós.[4]
- Clarkia -  Nativos da California.[3]
- Girassol - Apache do Novo México;[17] nativos da Califórnia.[3]
- Gray pine nut (Pinus sabiniana) - Nativos da California<[3]
- Hazelnut (Corylus californica) -  Nativos da California[3]
- Melancia - Consumida pelos nativos do Maranhão[18]
- Pepperwood nut (Umbellularia californica)- Nativos da California[3]
- Pinhão - Nativos do Paraná[19]
- Ponderosa pine nut (Pinus ponderosa)- Nativos da California[3]
- Sapucaia - Botucudo de Minas Gerais.[20]

### Flor
- Agave - Cahuilla, do sul da Califórnia[3]
- Bigberry manzanita - Southern Maidu[3]
- Cacto Ferocactus spp. - Nativos da California[3]
- Cacto Opuntia spp. - Nativos da California<[3]
- Manzanita (Arctostaphylus spp.) - Pomo da Califórnia[3]

### Fruto
- Abacaxi - Indígenas do rio Negro[8]
- Abiurana - Kaixana do Amazonas[13]
- Açai palmeira - Kaixana do Amazonas;[13] Índios do rio Uaupés, do Brasil e Colômbia;[21] Kaiapó da Amazônia;[22] Munduruku do Mato Grosso e Pará[23] Jihaui do Amazonas;[11][12] Caturina Pano do Acre;[24] Apiaká, do Mato Grosso e Pará;[25] Araweté, do Pará[26]
- Acuri (palmeira) - Guató de Mato Grosso[27]
- Agave - Índios do Canadá[28]
- Algaroba - Índios do Canadá;[28] Paiaguá do Paraguai[29]
- Babaçu (palmeira) - Jihaui do Amazonas;[11][12] Parakanã do Pará;[30] Araweté, do Pará;[26] Wari de Rondônia[6]
- Bacaba (palmeira) - Kaixana do Amazonas;[13] Índios do rio Uaupés, do Brasil e Colômbia;[21] Munduruku do Mato Grosso e Pará;[23] Caturina Pano do Acre;[24] Apiaká, do Mato Grosso e Pará[25]
- Banana - Kaxinawá do Acre e Peru;[31] Indios de Minas Gerais;[20] Índios amazônicos;[9] Shanenawa, do Acre;[32] Karajá de Goiás, Tocantins e Mato Grosso[33]
- Banana yuca - Keres, Western, Acoma, Papago, Zuni, Pima (Gila River) e Apache do Novo México,  Havasupai do Arizona, todos nativos dos Estados Unidos.[2]
- Buriti (palmeira) - Panará do Mato Grosso;[10][34] Caturina Pano do Acre;[24] Apiaká, do Mato Grosso e Pará;[25] Coroado do Mato Grosso do Sul;[35] Wari de Rondônia[6]
- Cacau - Erigpagtsá ou Canoeiro do rio Juruena, no Mato Grosso; Tapirapé do Mato Grosso[4][36]
- Cacau-selvagem - Panará do Mato Grosso;[10][34] Parakanã do Pará[30]
- Cacto - Índios do Canadá[28]
- Cacto buckhorn cholla (Opuntia acanthocarpa) - Cahuilla[3]
- Cacto fishhook cactus (Mammillaria dioica) - Northern Diegueño[3]
- Cacto pencil cactus (Opuntia ramosissima) - Cahuilla[3]
- Caju - Panará do Mato Grosso[10][34]
- Cassia hookeriana - Paiaguá do Paraguai[29]
- Chañar (Geoffroea decorticans) - Paiaguá do Paraguai[29]
- Cubio - Índios do rio Uaupés, do Brasil e Colômbia[21]
- Cumã - Índios do rio Uaupés, do Brasil e Colômbia[21]
- Cupuaçu - Panará do Mato Grosso;[10][34] Parakanã do Pará[30]
- Guajara - Parakanã do Pará[30]
- Inajá (palmeira) - Panará do Mato Grosso;[10][34] Índios do rio Uaupés, do Brasil e Colômbia;[21] Wari de Rondônia[6]

- Ingá - Índios do rio Uaupés, do Brasil e Colômbia;[21] Munduruku do Mato Grosso e Pará[23]
- Inhame - Shanenawa, do Acre[32]
- Jacarandá - Índios do Maranhão[18]
- Japurá - Índios do rio Uaupés, do Brasil e Colômbia[21]
- Jatobá - Índios do rio Uaupés, do Brasil e Colômbia[21]
- Juba - Munduruku do Mato Grosso e Pará[23]
- Jussara (palmeira) - Coroado do Mato Grosso do Sul[35]
- Macauba (palmeira) - Panará do Mato Grosso[10][34]
- Mamão - Shanenawa, do Acre;[32] Karajá de Goiás, Tocantins e Mato Grosso[33]
- Mamão-bravo - Panará do Mato Grosso[10][34]
- Mangaba - Panará do Mato Grosso[10][34]
- Mapati - Índios do rio Uaupés, do Brasil e Colômbia[21]
- Maracujá - Índios do rio Uaupés, do Brasil e Colômbia[21]
- Mauritiella aculeata (Palmeira) - Xiriana-teri, do grupo dos Yanomama, do norte doestado do Amazonas[37]
- Mauritia flexuosa (Palmeira)  - Xiriana-teri, do grupo dos Yanomama, do norte doestado do Amazonas;[37] Waráo] da Venezuela e Brasil[9]
- Mistol (Zisyphus mistol Gr.), - Paiaguá do Paraguai[29]
- Murici - Munduruku do Mato Grosso e Pará;[23] Apiaká, do Mato Grosso e Pará[25]
- Paricá - Índios do rio Uaupés, do Brasil e Colômbia[21]
- Patauá (palmeira) - Índios do rio Uaupés, do Brasil e Colômbia;[21] Munduruku do Mato Grosso e Pará;[23] Caturina Pano do Acre;[24] Apiaká, do Mato Grosso e Pará;[25] Wari de Rondônia[6]
- Pequi - Panará do Mato Grosso;[10][34] Índios do rio Uaupés, do Brasil e Colômbia;[21] Kaiapó da Amazônia;[22] Karajá de Goiás, Tocantins e Mato Grosso;[33] Yawalapití do baixo Rio Xingu[38]
- Pupunha (palmeira) - Índios do rio Uaupés, do Brasil e Colômbia;[21] Munduruku do Mato Grosso e Pará;[23] Wari de Rondônia;[6] Tucuna da Amazônia[8]
- Seje (palmeira) - Nativos da Colombia[39]
- Tucum (palmeira) - Panará do Mato Grosso[10][34]
- Tucumã (palmeira) - Índios do rio Uaupés, do Brasil e Colômbia;[21] Wari de Rondônia[6]
- Uacu - Índios do rio Uaupés, do Brasil e Colômbia[21]
- Ucuqui - Índios do rio Uaupés, do Brasil e Colômbia[21]
- Umari - Índios do rio Uaupés, do Brasil e Colômbia[21]
- Umiri - Índios do rio Uaupés, do Brasil e Colômbia[21]
- Uxi - Munduruku do Mato Grosso e Pará;[23] Apiaká, do Mato Grosso e Pará[25]

### Baga
Bagas são em linguagem comum, mas não em botânica, todo fruto pequeno e doce como amora, ameixa, morango, groselha, framboesa,
mirtilo e outros. Na lista abaixo, quando a espécie da baga não for especificada, será indicada apenas como baga.
- Baga - Timucua da Georgia e Florida dos USA;[40] Northen Maidu e Pomo da Califórnia;[3] Wampanoag da Nova Inglaterra, nordeste dos USA.[41]
- Boxthorn (Lycium torreyi) - Tubatulabal da California.[3]
- Common chockeberry (Prunus virginiana) - Abnaki de Montreal, Apache Western do Arizona, Lakota da Dakota do Norte e Dakota do Sul e os Ojibwa de Ontario[2]
- Elderberries (Sambucus sp.) - Tubatulabal California.[3]
- Manzanita (Arctostaphylus spp.) - Karok da Califórnia.[3]
- Zimbro (Juniperus californica) - Tubatulabal da California.[3]

### Folha
- Agave - Apache do Novo México;[17] Índios canadenses[28]
- Alho-poró - Wampanoag da Nova Inglaterra, nordeste dos USA.[41]
- Canaigre (Rumex hymenosepalus) - Nativos do oeste norte-americano[42]
- Cebola (flolhas modificadas) - Wampanoag da Nova Inglaterra, nordeste dos USA.[41]
- Common cow parnish (Heracleum maximum Bartr.) - Mendocino da Califórnia e os de Ontario[2]
- Lírio do deserto (desert lily – Hesperocallis indulata)- (Bulbo = folha modificada) - Nativos da Califórnia.[3]
- Mountain sorrel (Oxyria digyna) - Nativos norte-americanos[42]
- Osmunda spp. - Nativos norte-americanos.[2]
- Polystichum spp. - (raizes, folhas e rizomas): Nativos norte-americanos.[2]
- Showy milkweed (Asclepias speciosa)- Apache Chiricahua e os Apache Mescalero do Novo México[43]
- Tabaco - Uitoto do Amazonas[44]
- Taioba (Xanthosoma sagittifolium (L.) Schott ) - Índios brasileiros.[45]

### Raiz, tubérculo e rizoma
- Batata-de-índio (indian potato - Sagittaria latifólia) - (tubérculo): Wampanoag da Nova Inglaterra, nordeste dos USA[41]
- Coastal sand verbena (Abronia latifolia)- (raiz): Clallam e os Makah do nordeste dos USA[43]
- Comida da areia (sand food- Ammobroma sonarae) - (caule subterrâneo): Tribos da língua Yuma do Arizona, USA[3]
- Diplazium spp. - (raízes novas): Nativos norte-americanos.[2]
- Dryopteris campyloptera - (raiz): Nativos norte-americanos.[2]
- Groundnut (Apios americana) - (tubérculo): Wampanoag da Nova Inglaterra, nordeste dos USA[41]
- Jerusalem artichocke (Helianthus tuberosus) - (tubérculo): Wampanoag da Nova Inglaterra, nordeste dos USA.[41]
- Palmeira - (raiz): Guaraúno da Venezuela.[46]
- Polypodium spp. - (raízes, e rizomas): Nativos norte-americanos.[2]
- Polystichum spp. - (raízes, folhas e rizomas): Nativos norte-americanos.[2]
- Taboa - (rizoma):  Cocopa da Califórnia e México, os Yuma do Arizona e os Mohave do vale do rio Colorado[3]
- Vitória-régia- (rizoma): Índios brasileiros[4]

### Tronco, casca e câmbio
- Abeto - (casca interna): Indios canadenses[28]
- Árvore vaca (Brosimum galactodendron) - (seiva do tronco): Nativos da Venezuela, nas proximidades do lago Maracaibo[39]
- Cicuta - (casca interna): Indios canadenses[28]
- Copaíba - (óleo do tronco}: Deni do Amazonas.[47]
- Cupá - (tronco): Kayapó, da Amazônia brasileira.[48]
- Palmeira (Mauritia flexuosa) - (tronco): Guaraon da região do rio Orinoco, na Venezuela[39]
- Pinus sp. - (câmbio): Chimarico, da Califórnia[3]

### Samambaia
- Blechnum spp. - (talos novos): Nativos norte-americanos.[2]
- Diplazium spp. - (raizes novas): Nativos norte-americanos.[2]
- Dryopteris campyloptera - (raiz): Nativos norte-americanos.[2]
- Osmunda spp. - (folhas): Nativos norte-americanos.[2]
- Polypodium spp. - (raizes, e rizomas): Nativos norte-americanos.[2]
- Polystichum spp. - (raizes, folhas e rizomas): Nativos norte-americanos.[2]
- Pteridium aquilinum -  (folhas e os pedúnculos): Atsugewi da Califórnia; (rizoma): Bella Coola da British Columbia do Canadá e Clallam de Washington; (raizes): Hahwunkwut da Califórnia[2]
- Pellaea macronata - (folhas e os pedúnculos): Tubatulabal da Califórnia.[2]

### Alga
- Alga - Nativos Bear River da Califórnia.[3]
- Bull kelp (Nereocystis luetkeama) - Kashaya Pomo da Califórnia.[3]
- P. laciniata - Pomo e Yuki da California.[3]
- Porphyra spp. - Yurok, Hupa, Yuki e os Pomo da Califórnia.[3]
- Sea lettuce (Ulva lactuca linnacus) - Kashaya Pomo da Califórnia.[3]
- Sea palma (Postelsia palmaeformis) - Kashaya Pomo da Califórnia.[3]

### Fungo
- Agaricus campestris - Nativos da Califórnia.[3]
- Boletus edulis - Nativos da Califórnia.[3]
- Cantharellus cibarius - Nativos da Califórnia.[3]
- Dentinum repandum - Nativos da Califórnia.[3]
- Fungos apodrecedores de madeira - Índios venezuelanos do século XVII;[46] Caiapó do Mato Grosso e Pará;[4] Nativos do Canadá[28]
- Fungos em geral - Nativos californianos.[3]
- Hericium coralloides - Nativos da Califórnia.[3]
- Peziza aurantia - Nativos da Califórnia.[3]
- Pleurotos ostreatus - Nativos da Califórnia.[3]
- Polyporus spp. - Miwok da Califórnia.[3]

### Liquens
- Alectoria fremonti - Nativos da Califórnia.[3]
- Bryoria fremontii - Nativos norte-americanos[42]
- Bryoria tortusa - Nativos norte-americanos[42]
- Cetraria islandica - Nativos norte-americanos[42]
- Parmelia physodes - Nativos norte-americanos[42]
- Reindeer moss (Cladonia rangiferina) - Esquimós e nativos do sub-ártico[42]
- Sticta amplíssima - Nativos norte-americanos[42]
- Umbilicaria dilenii - Nativos norte-americanos[42]

### Frutos do mar
- Anêmona-do-mar - Os Pomo, os Tolowa e os Coast Yuki da Califórnia[3]
- Camarão de água-doce - Asteca do México[49]
- Caranguejo - Asteca do México;[49] Nativos do rio Uaupés, da Amazônia;[21] Tupinambá da Bahia;[50] Yurok e os Wiyot da Califórnia[3]
- Craca - Pomo da Califórnia[3]
- Lagostim - Índios da Bahia[7]
- Marisco - Asteca do México[49]
- Mexilhão - Nativos do litoral breasileiro[7]
- Ostra - Asteca do México[49]
- Polvo - Índios da Bahia[7]

### Artrópodes e outros invertebrados
- Abelha - Kaiapó da Amazônia[22]
- Aranha - Nativos do México;[51] Kaipó do Pará;[4] Quiapêr, um ramo dos Pareci do Pará.[52]
- Besouro - Tupari do Pará;[53] Tucano do rio Uaupés, no Amazonas e os Kalapalo do rio Xingu;[54] Athabascan do Alasca[3]
- Carrapato - Makuxi da região do rio Branco e rio Rupununi,compreendendo Brasil e Guiana[4]
- Centopéia - Nativos do México;[51] Nativos de Pernambuco[55]
- Cigarra - Cahuilla do sul da Califórnia, os Shoshoni de Idaho,Nevada, Califórnia e Utah e os Paiute de Nevada, Califórnia, Oregon e Idaho[3]
- Cupim - Nativos do noroeste amazônico;[56] Desâna e outras etnias, das margens do rio Uaupés;[57] Enawenê-nawê, do Mato Grosso;[58] Maué do Estado do Amazonas;[4] nativos do Rio Negro;[9] Nativos do Departamento de Vaupés, na Colômbia, e seus afluentes.[51]
- Escorpião - Nativos do México[51]
- Formiga - Baré do rio Negro;[4] Nativos do norte de Minas Gerais,[20] do rio Uruapés da Amazônia,[21] os Mixtecos, indígenas mexicanos;[56] os Western Shoshone de Idaho, Nevada, Utah e Califórnia e os Cahuila do sul da Califórnia;[3] Enawenê-nawê, do Mato Grosso;[58] Maué do Amazonas;[4] Cinta Larga de Mato Grosso e Rondônia;[16] nativos do Brasil e Colômbia;[51] Xavante[4] e Kuikuro do Mato Grosso e os Quiapêr de Rondônia;[52] nativos do Xingu;[59] Maué da Amazônia;[60] nativos do Maranhão[18] e do Pará.[61]
- Gafanhoto - Baré do rio Negro;[4] Nativos de Tucuman, Argentina;[51] Makuxi da região do rio Branco e Rupununi, compreendendo Brasil e Guiana e Xavante do Mato Grosso;[4] nativos do rio Uaupés, da Amazônia;[21] Quiapêr de Rondônia;[52] Cahuilla do sul da Califórnia, os Paiute do Arizona, Utah e sudeste da Califórnia e Nevada e os Washo da fronteira da Califórnia e Nevada[3]
- Grilo - Tupari do Pará;[53] Nishinam da Califórnia, Washo da fronteira entre Califórnia e Nevada, os Shoshoni de Nevada, Califórnia e Montana, os Southern Paiute do Arizona, Utah e sudeste da Califórnia e Nevada e os Cahuilla do sul da Califórnia[3]
- Larva - Tupari do Pará;[53] Canoeiro do rio Juruena, no Mato Grosso;[4] Pankararé da Bahia;[62] Nativos do Maranhão;[62] Nukak do Departamento de Guaviare, na Colômbia, os Yukpa da Colômbia e Venezuela e os Tukano da Amazônia colombiana;[51] Asteca do México;[49] Surui de Rondônia;[54] Jihaui do Amazonas;[11] Araweté do Pará;[26] Tukano, Tariana e Piratapuia do rio Negro;[51] Guarauno do rio Orinoco;[46] Tapirapé do Mato Grosso;[63] Enawenê-nawê do Mato Grosso;[58] Muisca e os Nukak, da Colômbia e os Uitoto da Amazônia colombiana e peruana, os Yukpa da Colômbia e Venezuela e os Tukano da Colômbia;[51] os Cinta Larga de Mato Grosso e Rondônia;[16] Parakanã do Pará;[30] Haló’ Té Sú do Mato Grosso;[64] Cainguá do Paraná, Mato Grosso e Paraguai e os Nambikwara do Mato Grosso;[54] Atché do rio Uruguai, os Canoeiro, ou Carijó, do Tocantins e Goiás e os Canoeiro do alto rio Juruema, no Mato Grosso;[4] Kaingang, ou Coroado, do Paraná e Santa Catarina;[63] Botocudo de Minas Gerais;[20] Kaiapó da Amazônia;[22] Cahuilla do sul da Califórnia e os Athabascan do Alasca.[3]
- Minhoca - Nativos do Acre[9] -
- Mosca - Asteca do México;[49] Mono da Serra Nevada Califórnia e Nevada.[65]
- Ovos de insetos - Nativos mexicanos[62][49]
- Percevejo - Nativos do México.[56]
- Piolho - Makuxi da região dos rio Branco e Rupununi, compreendendo Brasil e Guiana e os Crixaná de Roraima;[4] Nativos do Rio de Janeiro do século XVI.[66]

### Plecóptero
- Salmon fly (Pteronarcys california) - Nativos do oeste da América do Norte[3]

### Teredo
- Teredo - Nativos amazônicos[67]

### Vespa (Marimbondo)
- Bombus chilenses - Araucano do Chile e Argentina[29]
- Polistes spp. - Chuh da Guatemala.[21]
- Vespa e Marimbondo - Nativos da Amazônia;[21] Cabaiva entre os rio Tapajós e rio Madeira.[8]

### Quelônio
- Tartaruga - Nativos amazônicos;[68] Otomaco da Venezuela[46]
- Tracajá -  Caibí do Mato Grosso[38]
- Jabuti - Vários grupos de nativos.[4]

### Ovos
- Camaleão - Karipuna do Amapá[69]
- Corcovado ou Uru (ave) - Nativos amazônicos[9]
- Iguana - Nativos amazônicos[70]
- Tartaruga - Deni do Amazonas;[47] Nativos venezuelanos do rio Orinoco;[46] Tapirapé do Mato Grosso;[63] Carajá do Pará;[4] Guamo e Otomaco da Venezuela;[46] Nativos amazônicos[33]
- Tracajá - Rikbaktsa do Mato Grosso;[15] Arawete do Pará;[26] Deni do Amazonas.[47]

### Mel
- Mel - Tapirapé do Mato Grosso;[63] Panará do Mato Grosso;[10] Paresi do Mato Grosso;[71] Bakairi de Mato Grosso;[72] Parakanã do Pará;[73] Araweté do Pará;[26] Rikbaktsa do Mato Grosso;[15] Cinta Larga do Mato Grosso;[16] Botocudo de Minas Gerais;[20] Asteca do México;[49] Kaiapó da Amazônia;[22] Erigpagtsá ou Canoeiro do rio Juruena, no Mato Grosso;[4] nativos do rio Negro;[8] Wari de Rondônia;[6] Tupari do Pará;[53] Canoeiro, ou Carijó,do Tocantins e Goiás;[4] Araucano do Chile e Argentina;[29] Karajá do vale do rio Araguaia;[33] Nativos da Sierra Nevada de Santa Marta, na Colômbia, e as do oeste da Venezuela e os Maia de Cuitamal (México);[51] Tiriyó do Amapá e Pará;[74] Surui de Rondônia.[75]

### Terra
Algumas tribos de índios incluíam a terra no cardápio. Para uma lista que incluía insetos crus ou assados, cobras, larvas, piolhos e alguns tipos de carne apodrecida, macacos e homens, não é de todo estranho que a terra participasse desta lista.
Não só povos das Américas tinham o hábito de comer terra, mas também os europeus, africanos e asiáticos. Trabalhadores de minas alemães ao invés de manteiga passavam argila no pão e mulheres de Portugal e Espanha gostavam de mascar argila, por elas chamadas de terras cheirosas. A geofagia entre humanos foi documentada em 450 a.C. por Hipócrates.
Sabe-se que em algumas circunstâncias tribos eram assoladas pela fome e tentavam se alimentar do que se achava ao seu redor. Alguns estudiosos acreditam que uma das opções era a terra e com o tempo foram se acostumando com esta escolha, que passou a fazer parte do cardápio.
Outra maneira dos humanos aprenderem quais plantas e animais eram comestíveis foi observando do que animais se alimentavam. Alguns são herbívoros, outros carnívoros, outros onívoros (como o lobo-guará, o porco, a ema, o jabuti, etc.) e há ainda os geófagos, que se alimentam de terra, como o matapi (peixe), o jabuti, o mutum e o jacundá-coroa (peixe). Mesmo animais não necessariamente geófagos, às vezes ingerem terra para dela obter sais não disponíveis nas suas fontes alimentares usuais.
Há locais na floresta chamados barreiros, resultantes de antigos depósitos de sal-gema, onde se pode observar uma grande variedade de animais chafurdando o barro. Lado a lado está a onça, o veado, a capivara, diversos pássaros, todos em busca do cloreto de sódio e outros sais. Na América do Norte este comportamento dos animais pode ser observado em várias regiões onde são vistos o bisão, alce, urso, coelho, esquilo, marmota e vários tipos de pássaros, além de animais domesticados como boi, ovelha e porcos.
Os índios ficavam de tocaia nestes locais à espera de caça. Possivelmente observaram os animais ingerindo o barro e, consequentemente, fizeram o mesmo. Supostamente alguns gostaram e o incluíram em suas dietas. Vaqueiros do sudeste brasileiro chamavam a estes lugares de "lambedor", uma vez que o gado lambe a terra. Com a chuva, formam-se lagoas salinas de onde o sertanejo extraia o sal.
Algumas tribos levavam o barro para suas aldeias, onde o usavam para fazer sopa de argila acrescida de pirarucu e mandioca. Os Tupinambá do Maranhão faziam bolas de terra e as ingeriam como se fosse fruto. Além de barro, ingeriam terra de cupinzeiros, areias e outros tipos de solos.
Alguns nativos venezuelanos tinham o costume de ingerir terra e muitos europeus acreditavam que eles não ficavam doentes porque também ingeriam gordura de jacaré.
Os Otomaco, da Venezuela, na época de escassez de pesca alimentavam- se majoritariamente de terra. Faziam provisões de bolinhos de terra, cada um com cerca de 10 cm de diâmetro, amontoados em forma de pirâmide com cerca de um metro de altura. Os bolinhos eram levemente assados e com isso obtinham uma crosta endurecida. Depois eram levemente umedecidos para serem comidos e aqueles índios chegavam a passar dois meses tendo em sua dieta apenas os bolinhos de terra. Quando a estação de pesca voltava,eles raspavam a crosta dos bolinhos e a adicionavam ao peixe para ingeri-lo. Indianistas, missionários e outras fontes atestaram que a saúde dos Otomaco era perfeita e nada indicava que a ingestão de terra provocava algum tipo de distúrbio.
A ingestão de terra pelos Otomaco ocorria também durante um jogo com bola. Doze participantes de cada lado deveriam receber e rebater com o ombro direito a bola feita de borracha e, à medida que jogavam, iam comendo punhados de terra.
Os Otomaco faziam um singular pão de terra. Amassavam em forma de bola a argila ou barro especial que, devido à contínua ação da água, se achava deteriorado. A bola era colocada dentro de covas feitas à beira do rio. No centro da massa enterravam os grãos de milho, outros cereais ou frutas. Dias depois, quando o que fora incorporado estava fermentado, retiravam o conjunto, colocavam em um recipiente e o amassavam novamente, adicionando um pouco de água. Tudo era passado em peneira bem fina e recolhido em outro recipiente. A mistura era deixada em repouso e a terra e o amido decantavam. A água clara que ficara acima era misturada com gordura de tartaruga ou jacaré e tudo era adicionado à parte decantada e o conjunto mais uma vez amassado. Pães arredondados eram feitos com a massa e assados, resultando em uma textura macia. Quando não havia gordura os pães eram feitos apenas com a parte decantadas, mas depois de assados ficavam duros.
Os Atsugewi da Califórnia (USA) faziam pães e biscoitos com massa de amêndoa de bolota (castanha do carvalho), água e terra. Eles eram envoltos em folhas de girassol e assados a noite toda em fornos de terra. Eram itens muitas vezes presentes em expedições de caça.
Índias ceramistas das margens do Rio Magdalena, na Colômbia, comiam a argila que estava sendo usada para fazer potes e cuias. No Peru os nativos ingeriam a cal misturada com folhas de coca e era comum que os índios mensageiros levassem em suas viagens apenas este alimento. Os Guajiroe do Rio Hacha comiam a cal pura, sem nenhum acompanhamento.
Tribos dos Andes, como os Quetchus, mergulhavam os alimentos em água com argila dissolvida antes de ingeri-los, alegando que este procedimento evitaria dores estomacais, disenteria e infecções alimentares. O resgate de prisioneiros era pago com argila e não com prata. Quando o Império Inca desintegrou-se, grupos fugiram para os Andes levando consigo não os tesouros em metais preciosos e sim lotes de argilas. A argila era tão importante para os índios que ela era seca e transportada para todo lugar que eles se dirigiam. Além de alimento, a argila era também usada como máscara pelos guerreiros, para pintar o corpo em danças cerimoniais e também para cobrir o corpo de mensageiros exaustos, aliviando-os da exaustão. Imersão na argila era prática comum para relaxamento corporal.
Em Quito, os nativos de Tigua bebiam com água uma argila muito fina misturada à areia quartzosa que dava a aparência leitosa ao líquido e o nome dado à bebida era leite de argila. Algumas tribos do Alto Xingu como os Nahuquá, os Mehinaku e os Aueto buscavam para beber água de charcos lodosos e barrentos ou de canais de água parada.
Em algumas tribos era costume usar argila como acompanhamento para pratos de mandioca e peixe como o pirarucu. Sertanistas relataram que durante a marcha pela floresta alguns guias indígenas paravam ao lado de cupinzeiros e deles removiam pedaços para comer. A argila cinza-esverdeada era a preferida por alguns nativos. Os Txukahamãi, que habitavam as regiões dos rios Xingu e Jarina, não gostavam de barro como a tabatinga, mas adoravam terra saibrosa, encontrada em cupinzeiros. De um modo geral, todo tipo de terra era ingerido pelos índios, incluída entre elas a areia da praia.
Os Bororó bebiam água misturada com uma terra branca e os Mehinaku e os Bakairi de Mato Grosso preferiam para beber a água lodosa e barrenta. Meninos nativos do rio Negro mergulhavam em lagos e rios para comer o barro depositado no fundo, acreditando que ele curaria a febre. Constatou-se que índios atacados de verminoses e malária, com problemas no fígado e no baço, mesmo assim apresentavam quantidade satisfatória de hemoglobina no sangue, o que foi atribuído ao costume de ingerir terra com alta concentração de óxido de ferro e manganês. Estes dois óxidos fazem parte de medicamentos receitados a portadores das duas moléstias e os índios instintivamente as combatiam ingerindo terra. Mesmo após entrarem em contato com missionários, as paredes de barro dos edifícios das missões tinham que ser reformadas três vezes por ano, visto que os índios as comiam. Nem os vasilhames de barro escapavam.
Embora a ingestão de terra fosse comum entre os índios, alguns viajantes europeus às vezes associavam erroneamente este hábito como um ato de suicídio.
Algumas tribos de índios norte-americanos ingeriam argila pura ou em combinação com outros alimentos, como batatas selvagens para minimizar o sabor acre deste vegetal.
Os Bakairi do Xingu afirmavam que seus antepassados não conheciam o milho e nem a mandioca e se alimentavam de terra.
Na Africa e muito comum o cultivo e a produção de uma fruta raríssima chamada Afonsusdromedalis [seu nome cientifico] E usada muito para a produção de oleos e produtos cosmeticos.